# US Super Tour w biegach narciarskich 2022/2023
US Super Tour w biegach narciarskich 2022/2023 to kolejna edycja tego cyklu zawodów. Rywalizacja rozpoczęła się 30 listopada 2022 r. w kanadyjskim Vernon, a zakończyła 25 marca 2023 r. w amerykańskim Craftsbury.
W poprzednim sezonie tego cyklu najlepsi byli Amerykanie: wśród kobiet Rosie Frankowski, natomiast wśród mężczyzn Adam Martin.
Tym razem zdobywcami pucharu zostali: reprezentantka Stanów Zjednoczonych Hailey Swirbul oraz reprezentant Norwegii Andreas Kirkeng.

## Kalendarz i wyniki

### Kobiety
| Lp. | Data              | Miejscowość   | Dystans                            | 1. miejsce          | 2. miejsce               | 3. miejsce               |
| --- | ----------------- | ------------- | ---------------------------------- | ------------------- | ------------------------ | ------------------------ |
| 1.  | 30 listopada 2022 | Vernon        | Sprint s. klasycznym (1,3 km)      | Hailey Swirbul      | Sydney Palmer-Leger      | Anna-Maria Dietze        |
| 2.  | 1 grudnia 2022    | Vernon        | 10 km s. dowolnym (start masowy)   | Anna-Maria Dietze   | Sydney Palmer-Leger      | Karianne Olsvik Dengerud |
| 3.  | 3 grudnia 2022    | Vernon        | Sprint s. dowolnym (1,2 km)        | Hailey Swirbul      | Sarah Goble              | Weronika Kaleta          |
| 4.  | 4 grudnia 2022    | Vernon        | 10 km s. klasycznym                | Hailey Swirbul      | Hanna Abrahamsson        | Sydney Palmer-Leger      |
| 5.  | 8 grudnia 2022    | Sun Valley    | 15 km s. klasycznym (start masowy) | Hailey Swirbul      | Sydney Palmer-Leger      | Samantha Smith           |
| 6.  | 10 grudnia 2022   | Sun Valley    | Sprint s. klasycznym (1,2 km)      | Sydney Palmer-Leger | Hailey Swirbul           | Alexandra Lawson         |
| 7.  | 11 grudnia 2022   | Sun Valley    | 10 km s. dowolnym                  | Alexandra Lawson    | Hailey Swirbul           | Sydney Palmer-Leger      |
| 8.  | 2 stycznia 2023   | Houghton      | 10 km s. dowolnym                  | Hailey Swirbul      | Novie McCabe             | Sydney Palmer-Leger      |
| 9.  | 4 stycznia 2023   | Houghton      | Sprint s. klasycznym (1,3 km)      | Hailey Swirbul      | Mariel Merlii Pulles     | Tilde Bångman            |
| 10. | 6 stycznia 2023   | Houghton      | 20 km s. klasycznym (start masowy) | Hailey Swirbul      | Sydney Palmer-Leger      | Novie McCabe             |
| 11. | 7 stycznia 2023   | Houghton      | Sprint s. dowolnym (1,3 km)        | Hailey Swirbul      | Novie McCabe             | Lauren Jortberg          |
| 12. | 14 stycznia 2023  | Cable         | 30 km s. klasycznym (start masowy) | Hannah Rudd         | Mariah Bredal            | Margie Freed             |
| 13. | 15 stycznia 2023  | Cable         | Sprint s. klasycznym (1,4 km)      | Hannah Rudd         | Margie Freed             | Mariah Bredal            |
| 14. | 18 lutego 2023    | Minneapolis   | Sprint s. dowolnym (1,6 km)        | Lauren Jortberg     | Renae Anderson           | Sarah Goble              |
| 15. | 19 lutego 2023    | Minneapolis   | 20 km s. klasycznym (start masowy) | Alayna Sonnesyn     | Margie Freed             | Alexandra Lawson         |
| 16. | 25 lutego 2023    | Cable-Hayward | 50 km s. dowolnym (start masowy)   | Alayna Sonnesyn     | Jessica Yeaton           | Caitlin Gregg            |
| 17. | 22 marca 2023     | Craftsbury    | 10 km s. klasycznym                | Margie Freed        | Hanna Abrahamsson        | Alexandra Lawson         |
| 18. | 24 marca 2023     | Craftsbury    | Sprint s. dowolnym (1,6 km)        | Alayna Sonnesyn     | Karianne Olsvik Dengerud | Erin Bianco              |
| 19. | 25 marca 2023     | Craftsbury    | 50 km s. klasycznym (start masowy) | Sydney Palmer-Leger | Hanna Abrahamsson        | Margie Freed             |

### Mężczyźni
| Lp. | Data              | Miejscowość   | Dystans                            | 1. miejsce             | 2. miejsce           | 3. miejsce                |
| --- | ----------------- | ------------- | ---------------------------------- | ---------------------- | -------------------- | ------------------------- |
| 1.  | 30 listopada 2022 | Vernon        | Sprint s. klasycznym (1,3 km)      | Magnus Bøe             | Zanden McMullen      | Xavier McKeever           |
| 2.  | 1 grudnia 2022    | Vernon        | 10 km s. dowolnym (start masowy)   | Tom Mancini            | John Steel Hagenbuch | Russell Kennedy           |
| 3.  | 3 grudnia 2022    | Vernon        | Sprint s. dowolnym (1,2 km)        | Andreas Kirkeng        | John Steel Hagenbuch | Julien Locke              |
| 4.  | 4 grudnia 2022    | Vernon        | 10 km s. klasycznym                | Andreas Kirkeng        | Finn O'Connell       | John Steel Hagenbuch      |
| 5.  | 8 grudnia 2022    | Sun Valley    | 15 km s. klasycznym (start masowy) | Finn O'Connell         | David Norris         | Peter Wolter              |
| 6.  | 10 grudnia 2022   | Sun Valley    | Sprint s. klasycznym (1,2 km)      | Xavier McKeever        | Tom Mancini          | Walker Hall               |
| 7.  | 11 grudnia 2022   | Sun Valley    | 10 km s. dowolnym                  | Tom Mancini            | David Norris         | Zanden McMullen           |
| 8.  | 2 stycznia 2023   | Houghton      | 10 km s. dowolnym                  | Andreas Kirkeng        | John Steel Hagenbuch | David Norris              |
| 9.  | 4 stycznia 2023   | Houghton      | Sprint s. klasycznym (1,3 km)      | Kristoffer Alm Karsrud | Magnus Bøe           | Luke Jager                |
| 10. | 6 stycznia 2023   | Houghton      | 20 km s. klasycznym (start masowy) | Luke Jager             | David Norris         | Zanden McMullen           |
| 11. | 7 stycznia 2023   | Houghton      | Sprint s. dowolnym (1,3 km)        | Kristoffer Alm Karsrud | Luke Jager           | Tom Mancini               |
| 12. | 14 stycznia 2023  | Cable         | 30 km s. klasycznym (start masowy) | Peter Wolter           | Zanden McMullen      | Garrett Butts             |
| 13. | 15 stycznia 2023  | Cable         | Sprint s. klasycznym (1,4 km)      | Michael Earnhart       | Zanden McMullen      | Logan Diekmann            |
| 14. | 18 lutego 2023    | Minneapolis   | Sprint s. dowolnym (1,6 km)        | Kristoffer Alm Karsrud | Zak Ketterson        | Logan Diekmann            |
| 15. | 19 lutego 2023    | Minneapolis   | 20 km s. klasycznym (start masowy) | Zak Ketterson          | Logan Diekmann       | Finn O'Connell            |
| 16. | 25 lutego 2023    | Cable-Hayward | 50 km s. dowolnym (start masowy)   | David Norris           | Gérard Agnellet      | Francis Izquierdo-Bernier |
| 17. | 22 marca 2023     | Craftsbury    | 10 km s. klasycznym                | John Steel Hagenbuch   | Andreas Kirkeng      | David Norris              |
| 18. | 24 marca 2023     | Craftsbury    | Sprint s. dowolnym (1,6 km)        | Andreas Kirkeng        | Sasha Masson         | Jake Brown                |
| 19. | 25 marca 2023     | Craftsbury    | 50 km s. klasycznym (start masowy) | Andreas Kirkeng        | John Steel Hagenbuch | David Norris              |

## Klasyfikacje
| Lp. | Zawodniczka              | Punkty |
| --- | ------------------------ | ------ |
| 1.  | Hailey Swirbul           | 426    |
| 2.  | Sydney Palmer-Leger      | 406    |
| 3.  | Alexandra Lawson         | 385    |
| 4.  | Margie Freed             | 358    |
| 5.  | Sarah Goble              | 283    |
| 6.  | Mariah Bredal            | 244    |
| 7.  | Karianne Olsvik Dengerud | 230    |
| 8.  | Erin Bianco              | 214    |
| 9.  | Lauren Jortberg          | 176    |
| 10. | Novie McCabe             | 170    |

| Lp. | Zawodnik               | Punkty |
| --- | ---------------------- | ------ |
| 1.  | Andreas Kirkeng        | 327    |
| 2.  | Zanden McMullen        | 295    |
| 3.  | John Steel Hagenbuch   | 288    |
| 4.  | Peter Wolter           | 254    |
| 5.  | David Norris           | 251    |
| 6.  | Finn O'Connell         | 236    |
| 7.  | Reid Goble             | 213    |
| 8.  | Kristoffer Alm Karsrud | 195    |
| 9.  | Thomas O'Harra         | 188    |
| 10. | Michael Earnhart       | 186    |